# ریو تینتو
ریو تینتو (به انگلیسی: Rio Tinto) شرکت استخراج معادن و فلزات بریتانیایی-استرالیایی چندملیتی است، که دفتر مرکزی آن در شهر لندن، بریتانیا و دفتر مدیریتی آن در ساختمان ۱۲۰ کالینز استریت، شهر ملبورن، استرالیا مستقر می‌باشد.
این شرکت در سال ۱۸۷۳ توسط هیو ماتسون تأسیس شد، زمانی که یک کنسرسیوم چندملیتی از سرمایه‌گذاران، اقدام به خریداری یک مجتمع معدن در منطقه ریو تینتو، واقع در استان اوئلوا، اسپانیا، از دولت اسپانیا نمود.
پس از آن زمان، این شرکت از طریق یک سری طولانی از مالکیت‌ها و ادغام‌ها، توسعه یافت و در پایان به یک شرکت تولیدکننده مواد اولیه بسیاری از کالاها از جمله آلومینیوم، سنگ‌آهن، مس، اورانیوم، زغال‌سنگ و الماس تبدیل شد.
شرکت ریو تینتو دارای عملیات استخراج فلزات در شش قاره می‌باشد، اما بخش بزرگ‌تر فعالیت‌های آن در کشورهای استرالیا و کانادا متمرکز شده است.
بخشی از سهام شرکت ریو تینتو در بازارهای بورس نیویورک، بورس لندن و بورس اوراق بهادار استرالیا مبادله می‌شود. در سال ۲۰۱۳ شرکت ریو تینتو با ارزش بازار سرمایه‌ای بالغ بر ۱۰۳ میلیارد دلار در فهرست فوربز جهانی ۲۰۰۰ در رتبه ۱۰۹ از بزرگ‌ترین شرکت‌های جهان قرار گرفت. این شرکت هم‌اکنون به‌عنوان دومین شرکت معدنی جهان شناخته می‌شود. در سال ۲۰۰۸ این شرکت در رتبه ۲۶۳ از فهرست فورچون جهانی ۵۰۰ جای داشت.

## تاریخچه
ریو تینتو پی‌ال‌سی و شرکت ریو تینتو لیمیتد به‌عنوان یک شرکت تجاری با یک هیئت مدیره، مدیریت متحد و سهام مختلط ذخایر معدنی که به وسیلهٔ جغرافیای منطقه و نوع ماده معدنی به توازن رسیده‌اند، اداره می‌شود.
این نتایج در دسامبر ۱۹۹۵ با یکی شدن آرتی‌زد کورپوریشن و شرکت سی‌آرای به لیست شرکت‌های دی‌ال‌سی، بدست آمد. در ژوئیه ۱۹۹۷ آرتی‌زد کورپوریشن به ریو تینتو پی‌ال‌سی و شرکت سی‌آرای به شرکت ریو تینتو لیمیتد تبدیل گردید.
شرکت ریو تینتو لیمیتد در سال ۱۹۶۲ با ادغام دو شرکت استرالیایی کانسولیتد زینک کورپوریشن و ریو تینتو کمپانی تشکیل گردیدند.
در ادامه ادغام ۱۹۶۲ شرکت آرتی‌زد تعدادی از پروژه‌های بزرگ خود شامل معدن مس پالبورا در آفریقای جنوبی و معدن اورانیوم روسینگ را در نامیبیا توسعه داد. همچنین مالکیت خود در گروه بوراک در سال ۱۹۶۸ را نیز گسترش داد.
در اواسط ۱۹۹۵ در حدود ۴۰٪ درصد از سهام مستقیم در پتانسیل توسعه معدن طلا-مس گراسبرگ اندونزی در طول سرمایه‌گذاری مشترک با شرکت فریپورت-مکموران بدست آمد.
پس از ۱۹۶۲ شرکت سی‌آرای در طول توسعه چندین اکتشاف معدنی مهم، شامل همرسلی (سنگ آهن) در استرالیا، بوگینویل (مس) در گینه نو، کومالکو (بوکسیت، پالایش آلومینا و تصفیه آلومینیوم) در استرالیا و نیوزیلند، آرگایل (الماس) و بلیر آتول و تورانگ (زغال سنگ) در استرالیا و کلیان (طلا) و کالتیم پریما (زغال سنگ) در اندونزی، به رشد قابل توجهی دست یافت.

## معادن

### معدن اسکوندیا
ریو تینتو مالک ۳۰ درصد معدن مس روباز اسکوندیا، یکی از بزرگ‌ترین معادن مس جهان، با تولید مس و طلا و عمر پیش‌بینی شده بیش از ۳۰ سال با سرعت جاری تولیدات بوده است. این معدن در ۳۰۰۰ متری بالای سطح دریا در بیابان آتاکاما در کوهستان آندس در شمال شیلی واقع شده است. ۵٫۵۷٪ درصد از معدن اسکوندیا تحت مالکیت و مدیریت شرکت بی‌اچ‌پی بیلیتون با راهنمایی شرکت ژاپنی میتسوبیشی متریالز و مالک ۱۰٪ درصد آن بوده و اینترنشنال فاینانس کورپوریشن مالک ۵٫۲٪ درصد از آن به‌شمار می‌رود. معدن و کارخانه قادر به تولید سالیانه بیش از یک میلیون تن مس به صورت کنسانتره می‌باشد. در معدن اسکوندیا ۲٫۳۵۰ نفر به‌طور مستقیم به همراه ۱٫۷۷۵ نفر به صورت پیمانی مشغول به کار هستند.

### معدن کلیان
شرکت ریو تینتو ۹۰ درصد از سهام شرکت معدنی کلیان، که معدن طلای روباز در تپه‌های مرکزی کالیمانتان شرقی اندونزی بوده را دارا می‌باشد. این معدن یکی از بزرگ‌ترین معادن طلای شرکت ریو تینتو به‌شمار می‌رود. کشف کلیان در سال ۱۹۷۶ با گستردگی معدن کاری دستی در طول رودخانه کلیان قابل پیش‌بینی بوده است. تولیدات این معدن در سال ۱۹۹۲ آغاز گردید.
با استفاده از روش‌های سنتی فرآوری و معدن‌کاری کانسنگ، تولید شمش به صورت ۵۰:۵۰ برای طلا و نقره انجام پذیرفت. معدن کلیان حدود ۵۰۰٫۰۰۰ انس طلا در سال با فعالیت ۸۰۰ نفر تولید شد. بر اساس ذخایر قطعی و احتمالی معدن برای تولید تا سال ۲۰۰۳ با اضافه کردن تولیدات از ذخایر بعدی، برنامه‌ریزی نموده بود.

### معدن گراسبرگ
گراسبرگ روی جزیره گینه نو واقع شده و یکی از بزرگ‌ترین معادن مس و طلا براساس ذخایر و تولیدات به‌شمار می‌رود. مالک و بهره‌بردار این معدنشرکت فریپورت اندونزی بوده و ۹۱ درصد مالکیت فرعی در اختیار شرکت طلا و مس فریپورت-مکموران می‌باشد.

### معدن نورتپارکس
معدن طلا-مس نورتپارکس در گونامبیا در ۲۷ کیلومتری شمال غربی مرکز شهرستان پارکس، نیو ساوت ولز، استرالیا و سرمایه‌گذاری مشترک با سومیتومو متال (۲۰ درصد) داشته است. معدن‌کاری در نورتپارکس در سال ۱۹۹۴ آغاز گردید. در ابتدا بهره‌برداری به صورت روباز انجام می‌شد. حفر معدن زیرزمینی از سال ۱۹۹۷ شروع شد. کنسانتره مس طی قرارداد طولانی مدت با ژاپن (۶۷ درصد)، استرالیا (۱۴ درصد) و دیگر کشورها (۱۹ درصد) تولید گردید. درمعدن نورتپارکس تقریباً ۱۶۰ نفر مشغول به کار هستند، که ۱۴۰ نفر از آن‌ها قرارداد دائمی دارند.

### معدن بارنیز کانیون
۱۰۰ درصد مالکیت معدن طلای بارنیز کانیون به وسیلهٔ گروه معدن مس به علت بسته شدن بهره‌برداری‌های معدن برینگهام کانیون متعلق به شرکت مس کینکات، یوتا اداره می‌شد. بارنیز کانیون یک معدن روباز بوده و تولیدات آن از سال ۱۹۸۹ آغاز گردید. تولیدات طلا از ذخایر توده‌ای تا سال ۲۰۰۵ ادامه یافت. در این شرکت ۲۰ نفر مشغول به کار هستند.

### معدن کورتز
ریو تینتو مالک ۱۰۰ درصد از معدن کینکات که طلا، نقره، روی، مس و دیگر فلزات اساسی از کل بهره‌برداری‌های سرمایه‌گذاری مشترک و مالکیت در ایالات متحده بدست آورد. دفتر اصلی شرکت در سالت‌لیک‌سیتی، یوتا واقع شده است.
شرکت ریو تینتو مالک ۴۰ درصد از سهام معدن طلای کورتز در نوادا بوده، که به وسیلهٔ شرکت پلیسرداک مورد بهره‌برداری قرار گرفته است. معدن کورتز در شمال نوادا واقع شده و یکی از معادن طلای با قیمت پایین در شمال آمریکا، با تولید ۱٫۰۰۰٫۰۰۰ انس طلا در سال، به‌شمار می‌رود.

### معدن کنکات لند
شرکت کنکات یوتا کوپر مالک ۵۳ درصد از معدن توسعه نیافته‌ای در سالت‌لیک‌سیتی، یوتا می‌باشد، کنکات لند برای توسعه در حدود ۱۶۰۰۰ هکتار از ۳۲٫۲۰۰ هکتار مالکیت خود را تشکیل داده است. به صورت اولیه ۱٫۸۰۰ هکتار از پروژه دی‌برک در مسیر گسترش مناطق باقی‌مانده قرار گرفته است.
کنکات لند حق ساخت جاده، ایجاد مسیر ارتباطی و فراهم کردن زمینی برای سازندگان خانه که منازلی برای ۳۰۰٫۰۰۰ نفر می‌سازند، را دارد. سرمایه‌گذاری اولیه شرکت ریو تینتو حدود ۵۰ میلیون دلار بوده است. بازده شرکت از سال ۲۰۰۴ آغاز شد.

### معدن بینگهام کانیون
ریو تینتو مالکیت ۱۰۰ درصد کنکات یوتا کوپر که معدن بینگهام کانیون، متمرکزکننده کوپرتون و کوره ذوب گارفیلد در نزدیکی سالت‌لیک‌سیتی، یوتا ایالات متحده آمریکا بهره‌برداری می‌نماید. معدن مس بینگهام کانیون یکی از بزرگ‌ترین و طولانی‌ترین معادن جاری در جهان به‌شمار می‌رود، بهره‌برداری آن با جدیدترین تکنولوژی تجهیزات ذوب انجام شده و یکی از بهترین حافظان محیط زیست با استخدام ۴۰۰ نفر به‌شمار می‌رود. کنکات یوتا کوپر بیش از ۱۰٪ درصد از مس فرآوری شده ایالات متحده را فراهم می‌نماید و سومین تولیدکننده بزرگ مس در آمریکا همراه با مقادیری طلا، نقره و مولیبدن به عنوان تولید ثانویه معدن می‌باشد.

### معدن راهاید
ریو تینتو پس از خریداری ۱۰۰ درصد از سهام شرکت معدنی کنکات، مالکیت چندین معدن طلا، نقره، روی، مس و دیگر فلزات اساسی را در ایالات متحده، بدست آورد، که معدن طلای راهاید در نوادا و معدن پلی متال گرینز کریک، در آلاسکا از این دسته معادن می‌باشند و هم‌اکنون مالکیت آن‌ها در اختیار ریو تینتو قرار دارد.
راهاید، معدن طلای روباز در غرب نوادا با تولید بیش از ۸۰٫۰۰۰ انس طلا در سال است، که سهم ریو تینتو بیش از ۴۰٫۰۰۰ انس می‌باشد. گرینز کریک نیز یکی از معادن زیرزمینی با تولید فراوان سرب و روی همراه با طلا و نقره در ادمیرالیتی آیلند، آلاسکا می‌باشد.

### معدن ساریگونی (زرکوه)
معدن طلای ساریگونی (زرکوه) که در حد فاصل سه روستای داشکسن، بهارلو و نیبند در استان کردستان در ایران و در کوهی به نام ساریگونی قرار دارد، با ذخیره قطعی ۴۱ میلیون تن و با عیار ۲۴/۱ گرم در تن و تولید سالانۀ ۵ تن شمش طلای خالص بزرگترین تولیدکنندۀ طلای ایران است. استخراج طلا از این معدن به‌طور مشترک به شرکت ریو تینتو و «شرکت خدمات اکتشافی کشور» واگذار شده بود و ریو تینتو ۷۵ درصد از سهام این معدن را در اختیار داشت. با این وجود در اردیبهشت ۱۳۹۰ سهام ریوتینتو در معدن طلای ساریگونی به شرکت ایرانی-قزاقستانی «پارسیان اوراسیا» منتقل شد و ریوتینتو به‌طور رسمی از فعالیت در ساریگونی کناره‌گیری کرد.